# CNU (歌手)
申東佑（韓語：신동우，1991年6月16日—）出生於韓國忠清北道清州市，韓國5人男子組合B1A4組合的成員，是組合中的老大，於組合中擔任主舞、副唱、副Rapper、副製作人。
2019年1月以現役身分入伍，所屬軍樂隊，已於2020年8月28日以兵長身份滿期退伍。

## 影視作品
- 所屬團體之共同作品，請參閱B1A4

### 電視劇
| 年份 | 電視台 | 電視劇名稱        | 角色   |
| 2012 | KBS    | 需要仙女          | 申佑   |
| 2018 | SBS    | Ms.Ma，復仇的女神 | 裴道煥 |
| 2022 | tvN    | 請領取一等獎獎金  | 金賢宇 |

### 音樂劇
| 音樂劇名稱 | 年份 | 角色              | 備註       |
| CHESS      | 2015 | 阿納托利·卡爾波夫 |            |
| 三劍客     | 2016 | 達太安            | 與成員燦多 |
| 哈姆雷特   | 2017 | 哈姆雷特          |            |
| 光州       | 2021 | 朴漢秀            |            |

### 話劇
| 話劇名稱                      | 年份 | 角色       | 備註 |
| 燦爛又燦爛的(찬란하고 찬란한) | 2024 | 翔太(쇼타) |      |

### 參與音樂MV
| 年份 | 歌曲 | 歌手   |
| 2013 | 緊緊 | 申寶拉 |

### 主持
| 日期          | 電視台 | 節目名稱       | 備註   |
| 2019年1月19日 | MBC    | Show! 音樂中心 | 特別MC |

### 綜藝節目
| 日期                   | 電視台     | 節目名稱             | 備註                     |
| 2015年6月1日           | KBS2       | 大國民脫口秀-你好    |                          |
| 2016年9月18日          | MBC        | 神秘音樂秀：蒙面歌王 | 出場名字：我是明星大龍蝦 |
| 2016年10月16、23日     | MBC        | 神秘音樂秀：蒙面歌王 | 藝人評審團               |
| 2017年5月6日           | KBS2       | 演藝家中介           |                          |
| 2017年10月28日         | SBS        | Master Key           |                          |
| 2019年2月14日、21日    | KBS2       | 歡樂在一起           | 第四季                   |
| 2019年9月24日、10月1日 | MBC every1 | Video Star           |                          |

### 電台節目
| 電台節目名稱            | 電視台      | 日期                 | 備註   |
| Kiss The Radio          | KBS Cool FM | 2015年1月7、14、21日 | 擔任MC |
| 李洪基的 Kiss the Radio | KBS Cool FM | 2017年5月10日        |        |

## 音樂作品
- 所屬團體之共同作品，請參閱B1A4

### 電視劇 OST
| 單曲 | 單曲資料                                                  | 曲目                                                                               |
| 1st  | 《灰姑娘與四騎士 OST Part 8》 - 發行日期：2016年9月16日   | 1. 尋找愛情的方法（사랑을 찾는 방법） 2. 尋找愛情的方法（사랑을 찾는 방법）(Inst.) |
| 2nd  | 《Ghost Doctor OST Part 1》 - 發行日期：2022年1月19日     | 1. Fly Away 2. Fly Away(Inst.)                                                     |
| 3rd  | 《請領取一等獎獎金 OST Part 1》 - 發行日期：2022年6月18日 | 1. Heigh-ho 2. Heigh-ho(Inst.)                                                     |

### 音樂創作
- 依據 社團法人韓國音樂著作權協會(KOMCA) 登記之資料
- 登記名稱：신동우 / 신우；登記編號：10001977；創作列表：[4]

| 專輯                                                       | 曲目 |
| 第二張迷你專輯《it B1A4》                                  | 曲目 - Beautiful Target (作詞) - Wonderful Tonight (作詞) |
| 第一張正規專輯《THE B1A4 I [IGNITION]》                    | 曲目 - Wonderful Tonight (Unplugged Remix) (作詞) |
| 第一張正規專輯改版《THE B1A4 I [IGNITION]SPECIAL EDITION》 | 曲目 - 너 때문에(因為你) (作詞) |
| 第四張迷你專輯《이게 무슨 일이야?》                        | 曲目 - Good Love (作詞) |
| 第二張正規專輯《WHO AM I》                                 | 曲目 - Amazing (作詞) - 예뻐 (作詞) - 음악에 취해 (作詞作曲) - SEOUL (作詞作曲) |
| 第五張迷你專輯《SOLO DAY》                                 | 曲目 - Drive (作詞作曲) |
| 第六張迷你專輯《Sweet Girl》                               | 曲目 - Love is Magic (作詞作曲) - 讓我們幸福吧(행복하자) (作詞作曲) |
| 第三張日文專輯《3》                                        | 曲目 - SOMEBODY TO LOVE (作曲) |
| 第三張正規專輯《Good Timing》                              | 曲目 - 악몽 (噩夢) (作詞作曲) - Sparkling (作詞作曲) - To My Star (作詞作曲) |
| 第四張日文專輯《4》                                        | 曲目 - Love You Love You (作曲) - Blue Moon (作詞作曲) - Thank You Hate You (作詞作曲) |
| 第七張迷你專輯《Rollin'》                                  | 曲目 - 내게 전화해 (打電話給我) (作詞作曲) |
| 第四張正規專輯《Origine》                                  | 曲目 - 영화처럼 (Like a Movie) (作詞作曲) - 오렌지색 하늘은 무슨 맛일까?(what is LovE?) (作詞作曲) - DIVING (作詞作曲) - 무중력 (作詞作曲) - 바람 (作詞作曲) - 나르샤 (Let's Fly) (作詞作曲) - TONIGHT (作詞作曲) - 더 뜨겁게 사랑할 여룸에 만나요(For BANA) (作詞作曲) |